# 近藤さや香
近藤 さや香（こんどう さやか、1984年〈昭和59年〉4月1日 - ）は、日本の歌手、タレント、キャスター、ラジオパーソナリティである。愛知県長久手市出身。SDN48を経てセント・フォースに所属。

## 略歴
- 学生時代の2003年にクラリオンガールの最終選考に至る。
- 慶應義塾大学文学部人文社会学科を卒業[1]後、社長秘書[1]として勤める。
- 2009年6月14日、SDN48オーディションの最終審査に他16名と共に合格して8月1日よりSDN48として活動を始める。
- 2011年4月6日、SDN48の2ndシングル「愛、チュセヨ」で選抜メンバーに初めて選ばれる。
- 2012年3月31日、SDN48を他メンバーと共に卒業して活動を終了し、翌4月1日よりセント・フォース と契約する。
- 2015年、ボートレーサーで112期やまとチャンプの馬場剛と結婚[2]して12月に第1子を出産[3]する。
- 2018年3月6日、自身が担当するレギュラー番組『Lovely Day♡』（FMヨコハマ）において離婚した事を報告した[4]。

## 人物
- 小学2年から高校卒業頃までアメリカミシガン州で生活した帰国子女で英語が堪能[1]であり、AKB48の日本国外公演に通訳として同行[5]することもある。
- 「さやねぇ」と愛称されている。
- 趣味は不動産とレストラン巡り、お酒を飲むこと、地方競馬観戦。TOEIC915点。
- 2011年にSDN48の同僚佐藤由加理、チェン・チュー、手束真知子、津田麻莉奈らとともにダービーWeekのイメージキャラクターに選出され、東京スポーツでコラムを連載し、岩手競馬震災復興支援にゲスト参加するなど、競馬関連で多く見られる。
- 2012年からグリーンチャンネルの地方競馬中継番組でキャスターとして活動している。

## 参加曲

### シングルCD選抜曲
- 佐渡へ渡る - アンダーガールズB名義
- 愛、チュセヨ
- MIN・MIN・MIN
- カムジャタン慕情 - アンダーガールズA名義
- クリクリ - アンダーガールズA名義

### 劇場公演ユニット曲
SDN48 1st Stage「誘惑のガーター」公演
- オールイン

## 出演

### テレビ
- すっぽんの女たち2（2011年4月6日 - 2012年3月、テレビ朝日）
- SDNイジリー（2011年4月9日 - 、全国独立放送協議会各局）
- グリーンチャンネル地方競馬中継（2012年4月4日 - 2015年11月3日、グリーンチャンネル） - 司会

### ラジオ
- CinDy Syndrome（2010年3月18日、bayfm）
- オードリーのシャンプーおじさん（2011年1月12日・19日、文化放送）
- 全力で聴かなきゃダメじゃん!!（2011年5月 - 2012年3月、スターデジオ）  - パーソナリティ
- CORE☆キテル（2012年4月 - 2012年6月、FMヨコハマ）  - パーソナリティ
- Lovely Day♡（2016年4月 - FMヨコハマ）  - パーソナリティ

### PV
- マジジョテッペンブルース（2010年5月26日リリース、AKB48）